# Kainam
Kainam (hebr. קֵינָן) − postać biblijna, zgodnie z genealogią Jezusa zawartą w Ewangelii Łukasza miał być synem Arfaksada, ojcem Sali.
Żył po potopie, będąc prawnukiem Noego. Imię pojawia się w Septuagincie, ale jest ignorowane przez tekst masorecki.